# 南极山脉
南极山脉（Australe Montes）是火星上的一座大山脉，直径约387公里（240英里），其名称取自古典反照率名，2003年，被国际天文学联合会正式接受。

## 另请查看
- 火星山脉列表